# Горностаевская поселковая община
Горностаевская поселковая община (укр. Горностаївська селищна громада) — территориальная община в Каховском районе Херсонской области Украины.
Создана в ходе административно-территориальной реформы 22 ноября 2016 года на территории упразднённого Горностаевского района путём объединения Горностаевского поселкового совета и Великоблаговещенского, Казачье-Лагерского, Заводовского, Маринского, Ольгинского, Червоноблагодатненского и Славненского сельских советов. Всего община включила 1 посёлок и 18 сёл. Своё название община получила от названия административного центра, где размещены органы власти — посёлка Горностаевка.
Население общины на момент создания составляло 12 505 человек, площадь общины 578,97 км².

## Населённые пункты
В состав общины входят посёлок Горностаевка, сёла Великая Благовещенка, Василевка, Вольное, Зелёный Под, Заводовка, Казачьи Лагери, Каиры, Кочубеевка, Красное, Новые Олешки, Новая Благовещенка, Маринское, Новоелизаветовка, Лопатки, Ольгино, Славное, Софиевка, Червоноблагодатное, Ясная Поляна.

## История общины
В июле 2020 года решением поселкового совета к общине был присоединёно село Каиры.
В июле 2020 года Горностаевский район в рамках административно-территориальной реформы был ликвидирован, и община вошла в состав созданного Каховского района.
С марта 2022 года община находится под оккупацией российских войск в ходе российско-украинской войны.